# If You Tolerate This Your Children Will Be Next
If You Tolerate This Your Children Will Be Next is de eerste single van het muziekalbum This Is My Truth Tell Me Yours van de Welshe alternatieve rockband Manic Street Preachers uit 1998. Het is een van de bekendste en succesvolste nummers van de band.

## Overzicht
Het thema van het nummer is de Spaanse Burgeroorlog vanuit het idealisme van Welshe vrijwilligers die zich aansloten bij de linkse Internationale Brigades. De titel is gebaseerd op een Republikeinse poster met een foto van een jong kind dat gedood wordt door Nationalistische bommen, waaronder de tekst staat: "als u dit tolereert zullen uw kinderen volgen". George Orwells Saluut aan Catalonië en The Clash' "Spanish Bombs" droegen bij aan de inspiratie.
"If You Tolerate This Your Children Will Be Next" werd de eerste nummer één-hit van de Manic Street Preachers in de UK Singles Chart. Het staat in het Guinness World Records als nummer één-hit met de langste titel zonder haakjes.

## Tracks

### Cd 1
1. "If You Tolerate This Your Children Will Be Next"
2. "Prologue to History"
3. "Montana/Autumn/78"

### Cd 2
1. "If You Tolerate This Your Children Will Be Next"
2. "If You Tolerate This Your Children Will Be Next (Massive Attack Remix)"
3. "If You Tolerate This Your Children Will Be Next (David Holmes The Class Reunion of the Sunset Marquis Mix)"

## NPO Radio 2 Top 2000
| Nummer met noteringen in de NPO Radio 2 Top 2000 | '14 | '15 | '16 | '17 | '18  | '19  | '20 | '21 | '22  | '23  | '24  |
| ------------------------------------------------ | --- | --- | --- | --- | ---- | ---- | --- | --- | ---- | ---- | ---- |
| If You Tolerate This Your Children Will Be Next  | 999 | 622 | 747 | 794 | 1027 | 1201 | 966 | 947 | 1008 | 1154 | 1148 |

1. ↑  Een vetgedrukt getal geeft de hoogste notering aan.
2. ↑  2014 was het eerste jaar met een notering voor dit nummer.